# Sa'id I bin Butti
Sa'id bin Butti (in arabo سعيد بن بطي ‎?; ... – dicembre 1859), è stato emiro di Dubai dal 1852 al 1859. Nel 1853 firmò il trattato di riferimento con gli inglesi, la "tregua marittima perpetua". Dal fratello Maktum, che morì per cause naturali, Sa'id ereditò una piccola ma fiorente comunità costiera. Il figlio di Maktum, Hasher, era infatti considerato troppo giovane per governare.

## Tregua marittima perpetua
La fiorente flotta per la pesca delle perle di Dubai gareggiava con quelle di Abu Dhabi, Sharja e delle altre città costiere e venivano stipulati trattati annuali tra i sovrani e gli inglesi per salvaguardare le varie flotte durante la stagione perlacea. Questi trattati furono firmati tra il 1835 e il 1843 e poi soppiantati da un trattato decennale firmato nel giugno del 1843. Questi trattati, controllati dagli inglesi, erano generalmente accettati ed ebbero successo e così il residente britannico a Bushehr, il capitano Kemball, propose un trattato permanente.
Nel maggio del 1853, Sa'id fu uno dei firmatari di questo trattato, la "tregua marittima perpetua", che vietava qualsiasi atto di aggressione in mare da parte dei sudditi o dei dipendenti dei governanti firmatari. La tregua fu firmata da Sa'id Abd Allah bin Rashid di Umm Al Quwain; Hamed bin Rashid di Ajman; Sa'id bin Tahnoun (capo dei beniyas) e Sultan bin Saqr (capo dei Joasmees). Il trattato stabilì efficacemente un protettorato britannico sugli Stati della Tregua. I governanti accettarono di impedire escalation di violenze o atti di aggressione nei confronti del residente britannico, che risiedeva a Sharja, o del "commodoro a Bassidore" e di affidarsi al loro giudizio in caso di controversie.
Un ulteriore impegno per la soppressione del commercio degli schiavi fu firmato da Sa'id e dagli altri emiri nel 1856.
Nonostante gli accordi concordanti la tregua marittima, gli sceicchi trovarono spesso rapporti di fratellanza con le tribù dell'interno e nel 1857 uomini della dipendenza di Sharja di Abu Hail attaccarono un accampamento di membri della tribù Al Mazari (Mazrouei) a Khawaneej. In risposta al raid, lo sceicco Sa'id bin Butti, con l'aiuto di Abu Dhabi, sconfisse Sharja e nel marzo del 1857 le parti negoziarono una pace con l'assistenza dell'agente residente britannico.
Sa'id morì nel dicembre del 1859 di vaiolo, la malattia che aveva ucciso suo fratello Maktum e che uccise anche un altro fratello e un nipote.